# هاله (بنتهایم)
هاله (به آلمانی: Halle) یک شهرداری در آلمان است که در گرافشافت بنتهایم واقع شده‌است. هاله ۶۶۷ نفر جمعیت دارد.